# شان مورفی
شان مورفی (انگلیسی: Shaun Murphy؛ زادهٔ ۱۰ اوت ۱۹۸۲) اسنوکرباز اهل انگلستان و فاتح مسابقات جهانی ۲۰۰۵ است. او به خاطر ضربات صاف و چال‌کردن‌های از راه‌ دورش به  جادوگر ملقب شده است.
شان مورفی 7 ماکزیمم بریک و بیش از ۴۰۰ سنچری بریک در کارنامه دارد و سه سال عنوان شمارهٔ ۳ اسنوکر جهان را در اختیار داشته است.او در سال ۲۰۲۱، در مسابقات قهرمانی اسنوکر جهان با نتیجه ی ۱۵ بر ۱۸ مغلوب مارک سلبی شد و به مقام نایب قهرمانی رسید. 